# Strzelajcie do pianisty
Strzelajcie do pianisty (Tirez sur le pianiste) – film francuski z 1960 roku, w reżyserii François Truffauta.
Czarno-biały obraz jest jednym z pierwszych w dorobku francuskiego reżysera. Powstał na podstawie opublikowanej w 1956 powieści Down There amerykańskiego pisarza Davida Goodisa.
Charlie Koller jest pianistą w podrzędnym paryskim barze. Pewnego dnia do miejsca jego pracy wpada brat goniony przez dwóch mężczyzn. Charlie pomaga bratu i od tego momentu to jego śledzą bandyci. Utrudnią mu związek z Leną, kelnerką z baru. Okaże się, że Charlie to tak naprawdę Eduard Saroyan, znany pianista, który po samobójczej śmierci żony przerwał karierę i poświęcił się wychowaniu najmłodszego brata.
W dziele Truffauta równie ważne jak kryminalna intryga jest ukazanie relacji Charliego/Eduarda z kobietami - przede wszystkim żoną oraz Leną. Reżyser przy kręceniu Strzelajcie do pianisty wykorzystał niektóre postulaty filmowców związanych z Nową Falą. Równocześnie obraz ma wiele wspólnego z nurtem filmu noir.

## Obsada
- Charles Aznavour : Charlie Kohler / Édouard Saroyan
- Marie Dubois : Hélène (Léna)
- Nicole Berger : Thérésa Saroyan, żona Edouarda
- Michèle Mercier : prostytutka Clarisse
- Serge Davri : Plyne, właściciel kabaretu
- Claude Mansard : Momo
- Richard Kanayan : Fido Saroyan
- Albert Rémy : Chico Saroyan
- Jean-Jacques Aslanian : Richard Saroyan
- Daniel Boulanger : Ernest
- Claude Heymann : Lars Schmeel
- Alex Joffé : przechodzień
- Boby Lapointe : piosenkarz
- Catherine Lutz : Mammy
- Laure Paillette : matka (niewymieniona w czołówce)
- Alice Sapritch : konsierżka (niewymieniona w czołówce)